# Suchy (dopływ Wisły)
Suchy – bystry potok w Beskidzie Śląskim, w Paśmie Czantorii, lewobrzeżny dopływ Wisły o długości 2,62 km. Płynie w całości na terenie Ustronia.
Suchy wypływa na północno-wschodnich stokach Wielkiej Czantorii, płynie w kierunku północno-wschodnim i wpada do Wisły w Ustroniu Polanie. W jego dolinie można w kilku miejscach zaobserwować wychodnie cienkoławicowych, drobnoziarnistych piaskowców godulskich, poprzekładanych warstwami łupków. Charakterystyczną zielonawą barwę nadaje im obecność ziaren minerału, zwanego glaukonitem.
Dolnym odcinkiem wąskiej, zalesionej dolinki Suchego biegnie początkowy fragment czerwonych znaków szlaku turystycznego z Ustronia Polany na Wielką Czantorię.